# Flawiusz Klemens
Tytus Flawiusz Klemens (zm. 95) – rzymski dostojnik, konsul w 95 roku, przypuszczalnie sympatyzujący z chrześcijaństwem.
Był synem Tytusa Flawiusza Sabinusa (II), młodszym bratem Tytusa Flawiusza Sabinusa (III). Bratanek cesarza Wespazjana. Poślubił swoją kuzynkę Flawię Domityllę (III), córkę Domitylli Młodszej i wnuczkę Wespazjana. Został skazany na śmierć przez swojego stryjecznego brata, cesarza Domicjana.
Wedle Swetoniusza:

Zgładził go Domicjan właśnie w czasie sprawowania przezeń konsulatu, choć nawet jego synów, jeszcze zupełnie maleńkich, wyznaczył uprzednio jako swych następców i pozbawił ich dawnych swych imion nadając jednemu imię Wespazjan, drugiemu Domicjan. Tym mordem najbardziej przyśpieszył sobie zgubę.

Kasjusz Dion podaje, że Klemensa i jego żonę Flawię Domicyllę oskarżono o ateizm, zarzut, pod którym wielu innych, co to zeszli na żydowskie manowce, zostało skazanych. Niektórych czekała śmierć, pozostałych pozbawiono majętności. Domicylla została tylko wygnana na Pandaterię. Część badaczy przyjmuje, że Flawiusz Klemens nawrócił się na judaizm. Inni zwracają uwagę na to, że określenia „ateizm” nie można było odnieść do judaizmu, religii uznawanej w Rzymie za legalną, oraz na fakt, że Kasjusz Dion nie posługiwał się nigdy nazwą chrześcijaństwo. Z kolei Euzebiusz z Cezarei podaje, że Domitylla została wygnana ze względu na swoje chrześcijańskie wyznanie; jednak w jego relacji Domitylla jest nie żoną, lecz bratanicą Klemensa. Historyk M. Goguel przypuszczał, że Klemens mógł w tajemnicy podzielać poglądy żony, lecz dbając o swoją reputację i karierę oraz przyszłość synów, adoptowanych przed Domicjana, nie zdecydował się oficjalnie na przyjęcie chrześcijaństwa.
Pojawiła się hipoteza, że wyzwoleńcem Flawiusza Klemensa mógł być papież Klemens I. Na miejscu domu Flawiusza została zbudowana bazylika św. Klemensa. Flawiusz Klemens pojawia się w powieściach Wrogowie rodzaju ludzkiego Miki Waltariego i Rzym w płomieniach Paula L. Maiera.